# Сент Арну ан Ивлин
Сент Арну ан Ивлин (на френски: Saint-Arnoult-en-Yvelines) е град в северна Франция, част от департамента Ивлин в регион Ил дьо Франс. Населението му е около 6 100 души (2015).
Разположен е на 104 метра надморска височина в Парижкия басейн, на 36 километра североизточно от Шартр и на 43 километра югозападно от центъра на Париж. Селището възниква около гроба на убития през 535 година местен християнски мъченик свети Арну, който се превръща в място на поклонничество, и получава статут на град при крал Анри IV. Днес то е предимно жилищно предградие на Париж.

## Известни личности
Починали в Сент Арну ан Ивлин
- Елза Триоле (1896-1970), писателка